# Битва при Еллі (1912)
Битва при Еллі (грец. Ναυμαχία της' Ελλης) — одна з так званих Дарданелльських битв; відбулася 3 грудня 1912. Це одна із найзначніших морських битв Першої Балканської війни. Грецький флот розгромив османський в Егейському морі біля входу в стратегічно важливу протоку Дарданелли, змусивши османів піти в Мармурове море. Після цієї поразки Османська імперія фактично втратила контроль на акваторією Егейського моря і змушена була змиритися з подальшою (до грецької поразки 1922 року) грецькою експансією в Айдин (Іонія) і Малу Азію. Після перемоги грецький флот звільнив від багатовікового османського гніту великі й дрібні острови в північній і східній частинах моря, серед яких Лесбос, Хіос, Лемнос та Самос. Ці острови, таким чином, завершили процес Енозісу з континентальною Грецією. Після довгого перепочинку, османи спробували переламати ситуацію на свою користь, і 18 січня 1913 року між грецьким і османським флотами сталася нова битва при Лемносі (1913). Бій було знову виграно грецької стороною, а османські кораблі відійшли до Дарданелли, де їм ніщо не загрожувало.